# Zsuzsa Jánosi
Zsuzsa Jánosi, född den 19 januari 1963 i Budapest, Ungern, är en ungersk fäktare som tog OS-brons i damernas lagtävling i florett i samband med de olympiska fäktningstävlingarna 1988 i Seoul.